# Judaïsme du Second Temple

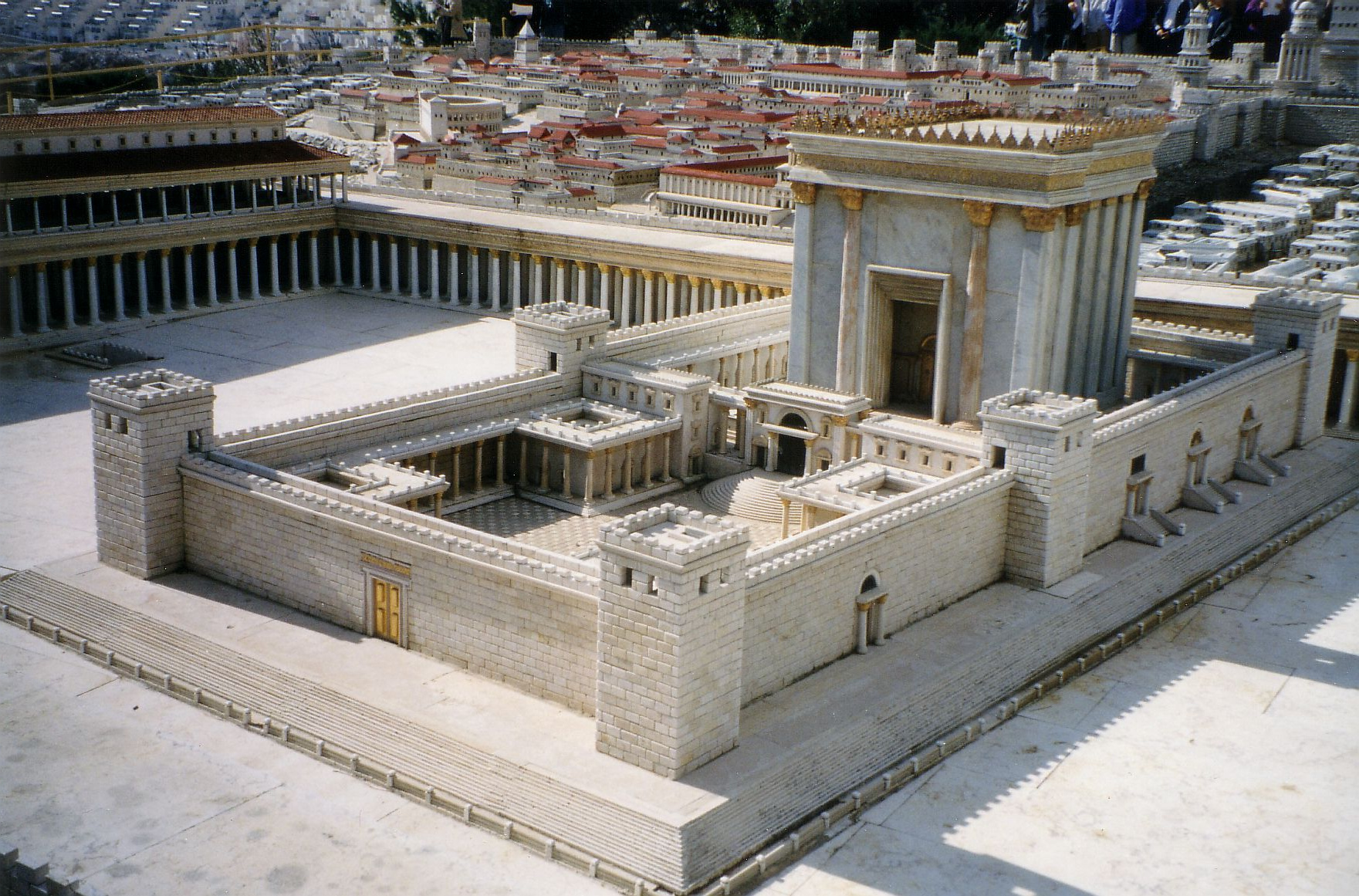
Proposition de reconstitution du Second Temple après sa rénovation sous le règne d'Hérode Ier le Grand (Maquette Holyland de Jérusalem, Musée d'Israël)

Le judaïsme du Second Temple est le judaïsme de la période du Second Temple, comprise entre la construction du Second Temple à Jérusalem, en 515 av. J-C., et sa destruction par les Romains en 70. Le développement du canon de la Bible hébraïque, l'expansion du système synagogal, les attentes apocalyptiques du peuple juif et la montée du christianisme datent de cette époque.

## L'histoire

### Périodes
(Remarque : les dates et périodes sont dans de nombreux cas approximatives et / ou conventionnelles)
- Exil babylonien, 586-539 av. J-C.
- Persan, 539–333 av. J-C.
- Hellénistique, 333-164 av. J-C.
  - Ptolémaïque, 301–200 av. J-C.
  - Séleucide, 200-164 av. J-C.
- Hasmonéen, 164–63 av. J-C.
- Romain, 63 av. J-C. - 70

### Jérusalem et Yehud
La période du Premier Temple s'est terminée en 586 av. J-C. lorsque le roi babylonien Nabuchodonosor a conquis Jérusalem, détruit le temple de Salomon et déporté l'élite de la population à Babylone (« l'exil babylonien »). En 539 av. J-C., Babylone elle-même est tombée aux mains du conquérant perse Cyrus et en 538 av. J-C. les exilés ont été autorisés à retourner à Yehud medinata, connue comme la province perse de Juda. On dit communément que le Temple a été reconstruit dans la période 520-515 av. J-C., mais il semble probable que ce soit une date fictive choisie de sorte que l'on pourrait considérer que 70 ans se sont passés entre la destruction et la reconstruction, accomplissant ainsi une prophétie de Jérémie,,.
La fin de la période perse est classiquement datée du début de la conquête par Alexandre le Grand de la côte méditerranéenne en 333 et 332 av. J-C. Son empire s'est désintégré après sa mort, et la Judée, y compris Jérusalem, est tombée aux mains des Ptolémées, qui sont les descendants du général d'Alexandre le Grand qui gouvernait l'Égypte. En 200 avant notre ère, Israël et la Judée ont été envahis par les Séleucides, les descendants d'un autre général grec au pouvoir en Syrie. Vers 167 av. J-C. , pour des raisons qui restent obscures, le roi séleucide Antiochus IV Epiphane a tenté d'abolir le culte juif ; cela a provoqué une révolte juive (la révolte des Maccabées) qui a finalement conduit à la fin effective du contrôle grec sur Jérusalem.
La Judée hasmonéenne était un royaume client des Romains, au Ier siècle av. J.-C., les Romains ont remplacé la dynastie hasmonéenne par leur protégé Hérode le Grand et, à la mort d'Hérode en 6 av. J-C. , ont fait de la Judée une province sous la domination directe de Rome. Les lourdes taxes sous les Romains et l'insensibilité envers la religion juive ont conduit à la révolte (la première guerre judéo-romaine, 66 à 73) et en 70, le général romain (et plus tard l'empereur) Titus a envahi Jérusalem et détruit le Temple, mettant fin à la période du Second Temple.

### La diaspora
Les exilés juifs de Babylone n'étaient ni esclaves ni prisonniers, ni maltraités, et lorsque les Perses leur ont donné la permission de retourner à Jérusalem, la majorité a choisi de rester là où ils étaient,. Eux et leurs descendants ont formé la diaspora, une grande communauté de Juifs vivant en dehors de la Judée et l'historien Josèphe du Ier siècle av. J.-C. a rapporté qu'il y avait plus de Juifs en Syrie (signifiant l'empire Séleucide) que dans tout autre pays,. Il y avait aussi une diaspora égyptienne importante, bien que les Juifs d'Égypte soient des immigrants, pas des déportés, « ... attirés par la culture hellénistique, désireux de gagner le respect des Grecs et de s'adapter à leurs habitudes » (Jean J. Collins, Entre Athènes et Jérusalem). La diaspora égyptienne a mis du temps à se développer, mais à l'époque hellénistique, elle a dépassé la communauté babylonienne en importance. En plus de ces grands centres, il y avait des communautés juives à travers le monde hellénistique et ensuite romain, de l'Afrique du Nord à l'Asie Mineure et à la Grèce et à Rome même.

### Les Samaritains
La séparation entre les Juifs de Jérusalem et ceux de Samarie a été un long processus. Pendant la majeure partie de la période du Second Temple, la Samarie était plus grande, plus riche et plus peuplée que la Judée - jusqu'à environ 164 av. J-C., il y avait probablement plus de Samaritains que de Judéens vivant en Palestine. Ils avaient leur propre temple sur le mont Guérizim près de Sichem et se considéraient comme le seul vrai Israël, les autres furent laissés en retrait quand Israël fut trompé par le détestable prêtre Eli pour quitter Guérizim et faire le culte à Jérusalem. Les Judéens du Second Temple les considéraient comme des convertis étrangers et la progéniture de mariages mixtes, et donc de sang impur. Les relations entre les deux communautés étaient souvent tendues, mais la rupture définitive date de la destruction du temple de Gerizim et de Sichem par un roi hasmonéen à la fin du IIe siècle av. J.-C.; avant cela, les Samaritains semblent s'être considérés comme faisant partie de la communauté juive au sens large, mais par la suite ils ont dénoncé le temple de Jérusalem comme totalement inacceptable pour Dieu,.

## Littérature
Au cours des dernières décennies, il est devenu de plus en plus courant parmi les érudits de supposer qu'une grande partie de la Bible hébraïque a été assemblée, révisée et éditée au Ve siècle av. J.-C. pour refléter les réalités et les défis de l'ère perse,. Les rapatriés avaient un intérêt particulier pour l'histoire d'Israël : la Torah écrite (les livres de la Genèse, de l'Exode, du Lévitique, des Nombres et du Deutéronome), par exemple, peut avoir existé sous diverses formes pendant la Monarchie (la période des royaumes d'Israël et de Juda), mais selon l'hypothèse documentaire, c'est dans le Second Temple qu'il a été édité et révisé en un ouvrage sous sa forme actuelle, et les Chroniques, une nouvelle histoire écrite à cette époque, reflète le préoccupations du Persan Yehud dans sa focalisation presque exclusive sur Juda et le Temple.
Les œuvres prophétiques étaient également d'un intérêt particulier pour les auteurs de l'ère perse, certaines œuvres étant composées à cette époque (les dix derniers chapitres d'Ésaïe et les livres d'Aggée, Zacharie, Malachie et peut-être Joël) et les prophètes plus anciens édités et réinterprétés. Le corpus des livres de Sagesse a vu la composition de Job, des parties des Proverbes et peut-être de l'Ecclésiaste, tandis que le livre des Psaumes a peut-être reçu sa forme moderne et sa division en cinq parties à cette époque (bien que la collection ait continué à être révisée et élargie à l'Époque hellénistique et même romaine).
À l'époque hellénistique, les écritures ont été traduites en grec par les Juifs de la diaspora égyptienne, qui ont également produit une riche littérature de leur propre poésie épique, philosophie, tragédie et autres formes. On en sait moins sur la diaspora babylonienne, mais la période séleucide a produit des œuvres telles que les contes de cour du livre de Daniel (chapitres 1 à 6 de Daniel - les chapitres 7 à 12 étant un ajout ultérieur), et les livres de Tobit et Esther. Les Juifs orientaux étaient également responsables de l'adoption et de la transmission de la tradition apocalyptique babylonienne et persane vue dans Daniel.
L'hypothèse documentaire est contestée par certains chrétiens.

## Le culte et la communauté hébraïque

### Israël en tant que communauté sainte
La Bible hébraïque représente les croyances d'une petite partie seulement de la communauté israélite, les membres d'une tradition qui insistait sur le culte exclusif de Yahvé, qui a rassemblé, édité et transmis les textes bibliques, et qui ont vu leur mission dans un retour à Jérusalem où ils pourraient imposer leur vision de la pureté généalogique, du culte orthodoxe et de la loi codifiée à la population locale,. Dans les premières étapes de la période perse, les rapatriés ont insisté sur une séparation stricte entre eux (« Israël ») et les Judéens qui n'étaient jamais allés en exil (« Cananéens »), au point d'interdire les mariages mixtes; cela a été présenté en termes de pureté religieuse, mais il peut y avoir eu une préoccupation pratique liée à la propriété foncière. Le concept du peuple juif comme peuple choisi par Dieu a donné lieu à d'innombrables mouvements de séparation, chacun déclarant qu'il représentait à lui seul la sainteté juive ; l'exemple le plus extrême était la secte de Qumrân (les Esséniens), mais le christianisme a aussi commencé comme une secte juive qui se considérait comme le « vrai Israël. »

### Judaïsme textuel: prêtres et scribes
Le judaïsme du Second Temple n'était pas centré sur les synagogues, qui n'ont commencé à apparaître qu'au IIIe siècle av. J.-C., mais sur la lecture et l'étude des Écritures, sur le Temple lui-même et sur un cycle de sacrifices continus d'animaux. La Torah, ou loi rituelle, était également importante et les prêtres du Temple étaient responsables de son enseignement, mais le concept des Écritures ne se développa que lentement. Alors que la Torah écrite (le Pentateuque) et les prophètes ont été acceptés comme faisant autorité au Ier siècle de notre ère, au-delà de ce noyau, les différentes communautés juives ont continué à accepter différents groupes de livres comme faisant autorité.

### Le sacerdoce et l'autonomie de Yehud
La prêtrise a subi de profonds changements avec le Second Temple. Sous le Premier Temple, la prêtrise avait été subordonnée aux rois, mais dans le Second Temple, la monarchie et même l'État étant délaissés, elle devint indépendante. Le sacerdoce sous le grand prêtre (une position largement inconnue dans les temps anciens) est devenu l'autorité gouvernante, faisant de la province de Yehud, dans un sens, une théocratie, bien qu'il semble peu probable qu'elle ait eu plus d'autonomie que ce qui était typique de l'empire dans son ensemble. Dans la période hellénistique, le Grand Prêtre a continué à jouer un rôle vital avec les obligations cultuelles et civiques et l'office a atteint son apogée sous les Hasmonéens, qui se sont fait prêtre-rois. Tant Hérode que les Romains ont sévèrement réduit l'importance de la charge, nommant et déposant des grands prêtres pour satisfaire leurs desseins.

## Les courants intellectuels

### Monothéisme
Il y avait une rupture nette entre l'ancienne religion israélite et le judaïsme du Second Temple. L'Israël pré-exilique était polythéiste ; Asherah était probablement adorée comme l'épouse de Yahweh, dans ses temples à Jérusalem, Bethel et Samarie, et une déesse appelée la Reine du Ciel, probablement une fusion d'Astarté et de la déesse mésopotamienne Ishtar, a également été adoré. Baal et Yahweh ont coexisté dans la première période, mais ont été considérés comme irréconciliables après le IXe siècle av. J.-C.. La préoccupation d'un petit parti dans la période monarchique, le culte de Yahweh seul, n'a gagné l'ascendant que dans la période exilique et post-exilique précoce, alors que l'existence même d'autres dieux a été niée.

### Messianisme et fin des temps
La période perse a vu le développement de l'attente d'un futur roi humain qui régnerait sur Israël purifié en tant que représentant de Dieu à la fin des temps - c'est-à-dire un messie. Les premiers à mentionner cela furent Aggée et Zacharie, tous deux prophètes du début de la période perse. Ils virent le messie en Zorobabel, un descendant de la maison de David qui semblait, brièvement, être sur le point de rétablir l'ancienne lignée royale, ou le premier grand prêtre, Josué (Zacharie écrit à propos de deux messies, un royal et l'autre sacerdotal). Ces premiers espoirs ont été anéantis (Zorobabel a disparu des annales historiques, bien que les grands prêtres aient continué à descendre de Josué), et par la suite il n'y a que des références générales à un Messie de (signifiant descendu de) David,.

### La sagesse et la parole
La sagesse, ou hokmah, impliquait l'apprentissage acquis par l'étude et l'éducation formelle : « ceux qui savent lire et écrire, ceux qui étudient et qui connaissent la littérature sont les sages par excellence » (Grabbe, 2010, p. 48). La littérature associée à cette tradition comprend les livres de Job, les Psaumes, les Proverbes, l'Ecclésiaste, le Cantique des Cantiques, Sirach et la Sagesse de Salomon, les soi-disant livres Sapientiaux.

## L'émergence du christianisme
Le christianisme primitif est apparu au sein du judaïsme du Second Temple au cours du Ier siècle, la principale différence étant la croyance chrétienne que Jésus de Nazareth était le Messie juif, mort et ressuscité. Le judaïsme avait plusieurs conceptions du messie, les deux plus courantes étant le Messie ben Joseph et le Messie ben David. L'idée de deux messies - l'un souffrant et le second remplissant le rôle messianique traditionnel - était répandue, et antérieure à Jésus,,,. Alan Segal écrit que « on peut parler d'une « naissance jumelle » de deux nouveaux judaïsmes, tous deux nettement différents des systèmes religieux qui les ont précédés. Non seulement le judaïsme rabbinique et le christianisme étaient des jumeaux religieux, mais, comme Jacob et Ésaü, les fils jumeaux d'Isaac et de Rebecca, ils se sont battus dans l'utérus, préparant le terrain pour la vie après l'utérus. »
Les premiers disciples Jésus étaient des prosélytes juifs, tout comme Jésus était juif et prêchait au peuple juif. Les chrétiens des deux premières générations, des Juifs auxquels se sont joints des Craignant-Dieu d'origine païenne, souvent grecs, considéraient leur religion comme une affirmation de tous les aspects du judaïsme de leur temps, avec l'ajout de leur croyance en Jésus comme Messie.
La Torah était leur livre sacré, et ils la connaissaient principalement par la traduction de la Septante et par les interprétations du Targoum, et ajoutant d'autres textes à mesure que le canon du Nouveau Testament se développait. Le baptême chrétien était une autre continuation d'une pratique judaïque.
D'après la majorité des historiens, les premiers disciples de Jésus avaient la certitude que le Royaume de Dieu et la résurrection des morts étaient proches. À quelques exceptions près (l'Évangile selon Jean, rédigé une soixantaine d'années après la mort de Jésus sur la croix, cf. Jn 20:24-29), l'annonce de sa résurrection les a convaincus que le Royaume et la résurrection étaient imminents. Ces croyances étaient compatibles avec le judaïsme du Second Temple. Mais, les années passant, aucun de ces événements ne se produisit. Les chrétiens crurent alors que le Christ, plutôt que d'être simplement le Messie juif, était Dieu fait chair, mort pour les péchés de l'humanité, marquant le début du christianisme proprement dit.
Dans leur quasi-totalité, les Juifs n'adhérèrent pas à la croyance en Jésus-Christ.